# Гмайнер, Йозеф
Йозеф Альберт Андреас Гмайнер (нем. Josef Albert Andreas Gmeiner; 22 декабря 1904, Амберг, Германская империя — 26 февраля 1948, Хамельн) — немецкий юрист, оберштурмбаннфюрер СС, начальник гестапо в Карловых Варах и Карлсруэ. После войны был осуждён британским военным трибуналом за убийство офицера королевских ВВС и приговорён к смертной казни.

## Биография
Йозеф Гмайнер родился 22 декабря 1904 года в семье служащего уголовной полиции. После окончания школы в Амберге он изучал юриспруденцию в университетах Мюнхена и Эрлангена. Получил докторскую степень по праву, после чего работал по специальности. В 1923 году принял участие в Пивном путче в составе Фрайкора Оберланд. В феврале 1934 года был зачислен в ряды СС (№ 186633). 1 мая 1935 года вступил в НСДАП (билет № 3656472). С августа 1938 года в чине правительственного асессора служил в гестапо города Нойштадт-ан-дер-Вайнштрасе.
В декабре 1939 года стал начальником гестапо в городе Дессау. Во время вторжения в СССР Гмайнер состоял в айнзацгруппах D и C, в специализированных подразделениях, предназначенных для уничтожения еврейского населения на оккупированной территории. С конца 1941 по февраль 1944 года руководил гестапо в чешском городе Карловы Вары. Затем возглавил гестапо в городе Карлсруэ. В 1943 году дослужился до звания оберштурмбаннфюрера. С ноября 1944 года — командир полиции безопасности и СД в регионе Баден/Эльзас со штаб-квартирой в Карлсруэ.

### После войны
После окончания войны был арестован и вместе с тремя другими сослуживцами предстал перед британским военным трибуналом по обвинению в совершении военных преступлений. Гмайнеру было вменено в вину то, что, находясь на посту руководителя гестапо Карлсруэ, он отдал приказ об убийстве офицера королевских военно-воздушных войск Великобритании; после попытки побега британец был казнён выстрелом в затылок. 3 сентября 1947 года был приговорён к смертной казни. 26 февраля 1948 года приговор был приведён в исполнение в тюрьме Хамельна.